# Serenoa repens
Serenoa repens (W. Bartram) Small, 1926 è una pianta della famiglia delle Arecacee, unica specie del genere Serenoa.
È conosciuta anche come Sabal serrulata, nome con il quale appare spesso nei testi di medicina alternativa, come palma nana americana o come saw palmetto, nome con cui viene comunemente chiamata negli Stati Uniti.
Il nome del genere è un omaggio al botanico statunitense Sereno Watson (1826-1892).

## Descrizione
Serenoa repens è una palma con fusto che può raggiungere un'altezza tra i 2 e i 4 metri.
È una palma a ventaglio della tribù delle Trachycarpeae, con foglie aventi un semplice picciolo terminante in ventaglio arrotondato di circa 20 foglioline. Il picciolo è provvisto di spine delicate. Le foglie sono lunghe tra uno e due metri, mentre le foglioline variano tra i 50 e 100 cm di lunghezza, e sono simili alle foglie del genere Sabal.
I fiori sono di colore tra il giallognolo e il bianco, larghi 5 mm e producono una densa infiorescenza lunga fino a 60 cm.
Il frutto è una drupa di colore nero-rossastro.

## Biologia
Il frutto rappresenta per gli animali selvatici un'importante fonte di cibo.
La pianta viene utilizzata come nutrimento dalle larve di alcune specie di lepidotteri tra cui Batrachedra decoctor di cui la pianta è l'unico alimento.
È pianta molto visitata dalle api, le quali raccolgono dai suoi fiori nettare e polline.

## Distribuzione e habitat
È una pianta endemica nel Sud-est degli Stati Uniti (Alabama, Florida, Georgia, Louisiana, Mississippi, Carolina del Sud).
Cresce in fitte boscaglie adiacenti alle coste o nei sottoboschi di pini e latifoglie.

## Principi attivi
Sono state eseguite diverse ricerche sugli estratti dei frutti che dimostrano che la Serenoa repens è ricchissima di acidi grassi e fitosteroli.
I principi attivi della pianta sono in grado di stimolare a livello prostatico i recettori estrogenici e di inibire quelli progestinici e sono in grado di produrre effetti antiestrogenici e antiandrogenici che si manifestano con blocco causato dall'inibizione della 5-alfa-reduttasi di tipo I e II del legame da parte del diidrotestosterone a livello dei recettori androgenici.

## Usi
I nativi americani utilizzano il frutto come cibo e come cura contro una grande varietà di problemi legati al sistema urinario e all'apparato riproduttivo. I coloni europei impararono presto a utilizzarla. Per almeno 200 anni venne usato l'estratto secco per diverse patologie: stanchezza, debolezza, problemi urogenitali e così via.
Per esempio l'eclettico fisico H. W. Felter scrisse: "La Serenoa repens è un sedativo dei nervi, un espettorante, un tonico nutritivo, agendo dolcemente sul tratto digestivo... La sua azione si esplica soprattutto sugli organi riproduttivi nel momento in cui i tessuti vengono eliminati dal corpo."
Una meta-analisi pubblicata sul Journal of the American Medical Association ha dimostrato l'efficacia nel trattamento dei sintomi dell'iperplasia prostatica benigna (ingrossamento della prostata) in doppio cieco con un placebo e tra due dei più comuni medicinali in commercio.
Vi sono anche trial clinici che mostrano l'efficacia della Serenoa repens nella cura della calvizie maschile.
Una ricerca ha dimostrato che nelle persone anziane la combinazione tra la Serenoa repens e la radice di ortica causano un effettivo miglioramento dei sintomi del tratto urinario, ma senza la riduzione delle dimensioni della prostata, così come è stato dimostrato nel febbraio 2006 in una ricerca condotta a doppio cieco, pubblicata sul New England Journal of Medicine. Entrambe le ricerche sono state oggetto di critiche: per la prima si sospetta un difetto nella metodologia, per la seconda si ipotizza un insufficiente dosaggio del principio attivo.
Altri studi in vitro hanno dimostrato che le proprietà della pianta si estendono anche alla riduzione delle cellule cancerogene nella prostata, ma mancano trial clinici al riguardo.
L'estratto farmacologico è venduto in Italia e altri paesi col nome commerciale Permixon, Prosteren, Rilaprost, Saba, Serpens.
Con questo principio attivo vengono commercializzati anche alcuni integratori alimentari come Prostamol, Prostafactors.

### Controindicazioni ed effetti collaterali
Gli effetti collaterali della Serenoa repens sono di gran lunga inferiori rispetto a qualsiasi analogo medicinale di sintesi (finasteride) nel trattamento dell'iperplasia prostatica benigna, così come citato nella meta-analisi JAMA (nausea, riduzione della libido, disfunzioni erettili); spesso però può manifestarsi nausea, specialmente quando il farmaco venga preso a stomaco vuoto. Possibilità di episodi di dolori addominali e allo stomaco per circa una mezz'ora dopo l'assunzione. Inoltre non sono state individuate interazioni dannose con medicinali di sintesi. Si consiglia comunque di evitare la somministrazione del composto a donne in gravidanza e in allattamento o a bambini piccoli, in quanto si teorizza la possibilità di interferenze ormonali. Anche se la Serenoa repens viene considerata un'erba sicura, uno dei suoi composti principali, il β-sitosterolo, è chimicamente simile al colesterolo. Alti livelli di questa sostanza nel sangue possono aumentare la probabilità di infarto in soggetti recidivi.